# Базисний тунель Пахарес
43°01′10″ пн. ш. 5°46′31″ зх. д. / 43.01944444° пн. ш. 5.77527778° зх. д.
Базисний тунель Пахарес — двотрубний залізничний тунель під перевалом Пуерто-де-Пахарес у Кантабрійських горах, Іспанія.
Тунель завдовжки 24 667 м є ключовою ланкою високошвидкісної залізниці Леон — Хіхон, і може використовуватися як високошвидкісними пасажирськими, так і повільнішими вантажними поїздами.
Роботи на базисному тунелі Пахарес розпочали після отримання дозволу на будівництво у 2003 році.
Під час спорудження виникли численні перешкоди через наявні геологічні умови, зокрема значне потрапляння води в тунелі.
Попри багаторічні відновлювальні роботи та впровадження унікальних інженерних рішень, проблему проникнення води виявилося складно розв'язати, і виникли питання щодо практичності її електрифікації.
Облаштування тунелю затягнулося на кілька років.
За проєктом наскрізний маршрут мав бути відкритий у 2010 році.
Проте тунель відкрили для пасажирського руху 30 листопада 2023 року.

## Географія
Кантабрійські гори важко подолати через складні географічні особливості.
Залізниця Леон – Хіхон між Кастилією-Леоном і Астурією через перевал Пахарес є дуже звивистою і лише одноколійною на дистанції, що перетинає гори.
Завдяки майже 25-кілометровому базисному тунелю та під'їзним маршрутам — так званому Варіанту Пахарес — гірський маршрут завдовжки 83 км скорочується до 48 км, та уникає важких гірських підйомів.

Тунель починається в іспанському регіоні Кастилія-Леон у Ла-Пола-де-Гордон, проходить під горами і закінчується в Тельєдо в сусідньому регіоні Астурія.

## Історія
4 березня 1994 року тунель Пахарес включили до Плану розвитку інфраструктури на 1993—2007 роки. Попередній проєкт створила робоча група Ineco-Geoconsult і затвердив уряд 29 січня 2003 року.
Тунель пройшли п'ятьма тунелепрохідницькими машинами, дві працювали з півдня, дві з півночі, п'ята почала з проміжної точки в Буїзі та проходила евакуаційний тунель.
Відкриття, спочатку заплановане на 2009 рік, довелося кілька разів відкладати.

Тунель нарешті відкрили 29 листопада 2023 року в присутності короля Філіпа VI і прем'єр-міністра Педро Санчеса.

Із завершенням будівництва тунелю Пахарес час у дорозі між Мадридом і Хіхоном скоротився з понад п'яти годин на найшвидшому сполученні до 3:46 годин.

## Тунель
Із загальною довжиною 24,6 км це другий за довжиною іспанський залізничний тунель після тунелю Гвадаррама.
Тунель складається з двох окремих труб, розташованих на відстані 50 м одна від одної, через кожні 400 м є сполучні тунелі, які також можна використовувати як укриття.
Тунель також має аварійну зупинку завдовжки 400 м (Пунто-де-Парада-Преференте) за 11 км від південного порталу, до якої можна дістатися через під'їзний тунель довжиною 5,5 км від Буїзи.
Другий під'їзний тунель завдовжки 2 км веде від Фолледо до точки за 7,7 км від південного порталу.
Цей тунель в основному використовувався для будівництва тунелю, але буде збережено як аварійний доступ.
У східній тунельній трубі є трирейкова колія (стандартна колія/Іберійська колія), в західній трубі — широка колія, хоча встановлені шпали, які дають можливість подальшого встановлення трирейкової колії.
Вантажні перевезення важливі на маршруті, який в Іспанії зазвичай проходить широкою колією, тоді як високошвидкісні перевезення переважно використовують стандартну колію.
Системи зміни смуги руху були встановлені поблизу Леона та на технічній станції Кампоманес, що дозволяє транспортним засобам, призначеним для цієї мети, змінювати ширину колії під час руху.

## Варіант Пахарес
Тягове електропостачання для поїздів є таким же складним: варіант Пахарес електрифікований 25 кВ/50 Гц.
Старий маршрут, до якого він підключається з обох кінців, використовує постійний струм 3000 В.
Тому тут можуть працювати лише мультисистемні потяги, які оснащені обома технологіями.

Варіант Пахарес, крім 13 тунелів і 10 великих мостів, також має дві станції технічного обслуговування, Ла-Робла та Кампоманес.
Останній також розташований на однойменному віадуку.
Тут встановлена одна з двох систем зміни колії варіанту Пахарес.

## Майбутнє гірського маршруту
Початковий план передбачав припинення операцій на гірському маршруті, як тільки відкриється варіант Пахарес.
Проте проєкт переглянули під час будівництва варіанту Пахарес, оскільки не очікується, що астурійська залізнична мережа буде переведена на стандартну колію в осяжному майбутньому.
З одного боку, старий маршрут залишається важливим для всіх залізничних компаній, які не мають багатосистемних транспортних засобів.
З другого боку, це являє собою надмірність, якщо варіант Пахарес не стане навігаційним.
Однак станом на 2023 рік Міністерство транспорту Іспанії оцінює витрати на обслуговування гірського маршруту в наступні 15 років приблизно в 700 мільйонів євро.
Траса перебуває в незадовільному стані на дистанціях, обмеження швидкості становлять лише 30 км/год, а також схильна до зсувів та перешкод під час снігопаду.

## Інтернет-посилання
- Архівна копія на сайті Wayback Machine.

 Вікісховище має мультимедійні дані за темою: Базисний тунель Пахарес